# Платов, Владимир Иванович
Влади́мир Ива́нович Пла́тов (1904—1977) — советский инженер-механик и полковник-инженер, один из создателей индустриального метода ведения путевых работ. Лауреат Сталинской премии третьей степени (1949).

## Страницы биографии
Сын железнодорожника-токаря Калужских мастерских Сызрань-Вяземской железной дороги. С 15-летнего возраста работал помощником электромонтёра городской электростанции. В 1927 году окончил годичную школу авиаспециалистов.
С 1930 года работал на Калужском машиностроительном заводе НКПС. Без отрыва от производства окончил 4 курса МЭМИИТа (позднее, перед поступлением в аспирантуру, ему был выдан вузовский диплом).
Незадолго до начала войны переведен в Москву в ВНИИЖТ. Там он отработал 30 лет, в том числе в должности руководителя ПКБ ЦНИИ по проектированию путевых комбайнов.
К 1939 году разработал конструкцию отечественного путеукладчика. Впервые он был применён при срочном строительстве железнодорожной линии Борзя — Баин-Тумен в Монголии протяженностью в 324 километра, оно было осуществлено в кратчайшие сроки (76 дней, август—ноябрь 1939 года). По сути, эта стройка и стала испытанием нового путеукладчика, который показал там себя исключительно надёжной и высокопроизводительной машиной; сам В. Платов участвовал в работе на этой стройке на всём её протяжении. Затем В. Платовым были созданы и другие путевые машины.
Работал по обмену опытом в ЧССР, ГДР, МНР.
Под его руководством и при непосредственном участии разработаны машины для планировки и уплотнения щебня, выправки пути, сварки рельсов и обработки сварных стыков, станки для рубки и шлифовки рельсов, железнодорожные краны и многое другое.
Неоднократный участник ВДНХ. Член ВКП(б) с 1929 года.

## Награды и звания
- орден Ленина
- орден «Знак Почёта»
- орден Полярной звезды (МНР)
- медаль «За оборону Москвы» (1946)
- медаль «За доблестный труд в Великой Отечественной войне 1941-1945 гг.» (1946)
- знак «Почётный железнодорожник»
- Большая Золотая медаль ВДНХ СССР
- две Большие Серебряные медали ВДНХ СССР
- Сталинская премия третьей степени (1949) — за создание машин для комплексной механизации путевых работ на ж/д транспорте
- заслуженный изобретатель РСФСР
- Почётный гражданин города Калуги[2]